# Małgorzata Jeżewska
Małgorzata Jeżewska, z domu Mrzyk, pseud. Margosz (ur. 22 kwietnia 1918 w Sośnicy, obecnie dzielnica Gliwic, zm. 12 listopada 1992 w Katowicach), urzędniczka polska, wieloletni pracownik etatowy i działaczka Stowarzyszenia Elektryków Polskich, uczestniczka konspiracji akowskiej.
Była córką Pawła i Walerii z domu Smoczek. Ukończyła średnią szkołę handlową, w 1938 rozpoczęła pracę zarobkową. W latach wojennych przebywała w Kazimierzu. W 1942 wstąpiła do Armii Krajowej i pod pseudonimem Margosz trafiła pod dowództwo podporucznika Stanisława Flaczyka "Żwira" do Biura Informacji i Propagandy Okręgu Śląsk. Uczestniczyła w akcji dywersyjnej "N", polegającej na szerzeniu chaosu i dezinformacji wśród Niemców z użyciem druków w języku niemieckim (m.in. wysyłanie fałszywych zawiadomień pocztowych albo wezwań do urzędu, mylne informowanie rodzin poległych na froncie wschodnim o okolicznościach śmierci – rzekomo z rąk żandarmerii za niewykonanie rozkazu). Jeżewska zajmowała się kolportażem druków (np. skradzionych z poczty), ich wysyłaniem i podrzucaniem.
Po wojnie znalazła się w Katowicach, gdzie podjęła pracę w Zjednoczeniu Przedsiębiorstw Wiertniczo-Hutniczych (przez kilka lat pełniła funkcję przedstawicielki kobiet w radzie zakładowej). W 1953 przeszła do pracy w Naczelnej Organizacji Technicznej (NOT). Początkowo pracowała w sekretariacie ogólnym NOT w Katowicach, gdzie nawiązała kontakt z Oddziałem Zagłębia Węglowego Stowarzyszenia Elektryków Polskich; obsługiwała także inne stowarzyszenia techniczne. W 1956 została kierowniczką sekretariatu oddziału Stowarzyszenia Elektryków Polskich, jeszcze do końca 1970 pozostając na etacie NOT; w latach 1970–1976 była etatowym pracownikiem Stowarzyszenia Elektryków Polskich, potem na emeryturze – do lipca 1981 – pracowała w niepełnym wymiarze godzin.
W ramach swoich obowiązków zajmowała się organizacją konferencji naukowo-technicznych (o zasięgu oddziałowym i ogólnokrajowym), kursów szkoleniowych, kursów korespondencyjnych, a także w znacznej części prowadziła korespondencję oddziału. W życiu Oddziału Zagłębia Węglowego Stowarzyszenia Elektryków Polskich udzielała się także społecznie, uczestniczyła w imprezach i akcjach (także o charakterze towarzyskim), brała udział w pracach Komisji Historycznej, należała do najaktywniejszych członków Klubu Seniora oddziału. Cieszyła się opinią uczynnej koleżanki, doskonale zorientowanej w sprawach bieżących, ale zarazem "żywej kroniki" oddziału.
Była także członkinią Światowego Związku Żołnierzy Armii Krajowej. Została odznaczona m.in. Krzyżem Kawalerskim Orderu Odrodzenia Polski, Złotym Krzyżem Zasługi, Medalem 40-lecia Polski Ludowej, Srebrną i Złotą Odznaką Stowarzyszenia Elektryków Polskich, złotą odznaką "Zasłużonemu w Rozwoju Województwa Katowickiego".
Zmarła nagle 12 listopada 1992 w Katowicach.